# Postadoleszenz

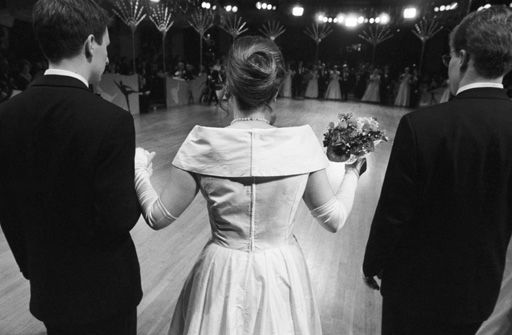
Junge Erwachsene werden bei einem Debütantenball offiziell in die Gesellschaft eingeführt (Chrysanthemenball in München 1996)

Die Postadoleszenz (lat. post „nach“, adolescere „heranwachsen“; auch Nachjugend) stellt eine eigenständige Lebensphase dar, die zwischen Adoleszenz und mittlerem Alter angesiedelt wird. In der Regel vollzieht sie sich zwischen 18 und 29 Jahren.
Ihre erste Erwähnung findet sich 1968 bei Kenneth Keniston für die amerikanische Jugend, im deutschen Sprachraum fand sie seit den späten 1980er Jahren verstärkt Verwendung.

## Charakteristika
Die Postadoleszenz ist gekennzeichnet durch sogenannte Statusinkonsistenzen, wie z. B. einer finanziellen Unabhängigkeit bei gleichzeitigem Verbleiben im Elternhaus. Begriffe wie Nesthocker oder Nestflüchter stehen für junge Menschen dieser Phase. Bedeutsam für diese Phase ist das Auseinanderfallen von verschiedenen Aspekten, die man für den Erwachsenenstatus als grundlegend betrachtet (finanzielle Unabhängigkeit, Partnerschaft, eigener Haushalt, Berufstätigkeit, Partizipation am gesellschaftlichen und politischen Leben). Damit bestehen enge Beziehungen zwischen dieser sozialwissenschaftlichen Einordnung und entwicklungspsychologischen Konzepten (Erikson), welche die durch Personen zu bewältigenden Statuspassagen als bedeutsam für die Ausbildung einer eigenen Identität des Menschen erachten.

## Verlängerung der Postadoleszenz durch zunehmende Ausdifferenzierung und Komplexität
Die in den letzten Jahrzehnten zunehmende Tendenz zur Postadoleszenz wird ursächlich auf die zunehmende Verlängerung der Schulzeit und einer Erhöhung der Studierendenquote zurückgeführt. Insbesondere die Studienphase stelle eine „Zwischenwelt“ dar, in der häufig eine relative große Selbständigkeit von geringer Verantwortungslast und finanzieller Abhängigkeit geprägt sei.